# Rafiq Shahadah
Rafiq Shahadah (Btigramo, 1977) è un generale siriano, capo di stato maggiore delle operazioni dell'Esercito arabo siriano nella zona di Deir el-Zor e attuale capo del Direttorato d'Intelligence militare.

## Biografia
Shahadah è un maggior generale delle Forze armate siriane, che ha servito come consigliere del presidente Bashar al-Assad per le questioni strategiche e d'intelligence militare. È stato nominato capo dell'intelligence militare siriano nel luglio 2012 al posto di Abdel-Fatah Qudsiyeh che è diventato a sua volta vice-direttore dell'Ufficio di sicurezza nazionale del Partito Ba'th.
il 24 agosto 2011, l'Unione europea ha sanzionato Shahadah e ha dichiarato che egli è a capo della branca 293 dell'intelligence militare che è incaricata degli affari interni a Damasco. l'EU lo ha accusato di essere direttamente coinvolto nella "repressione e nella violenza contro la popolazione civile". l'HM Treasury ha a sua volta congelato le sue risorse insieme ad altri ufficiali siriani il 24 agosto 2011. anche il governo svizzero lo ha sanzionato nel settembre 2011 sulla scia delle dichiarazioni rilasciate dalla EU. anche il Canada gli ha proibito di viaggiare sul suo territorio nell'ottobre 2011.